# TAC3
TAC3‏ (Tachykinin 3) هوَ بروتين يُشَفر بواسطة جين TAC3 في الإنسان.